# Ligne B du tramway de Bordeaux
Pour des articles plus généraux, voir Transports Bordeaux Métropole et Tramway de Bordeaux.
Pour les articles homonymes, voir Ligne B.
La ligne B du tramway de Bordeaux est une ligne de tramway de l'agglomération bordelaise qui relie les stations Berges de la Garonne ou Claveau aux stations Pessac France Alouette ou Pessac Centre. Suivant un tracé allant du nord-est au sud-ouest, elle fait la liaison entre la cité du Vin, le centre-ville de Bordeaux et les villes de Talence et de Pessac, ainsi qu'avec le domaine universitaire de Talence Pessac Gradignan.

## Histoire
Des problèmes techniques liés à l'APS ont retardé l'ouverture de la ligne B, prévue normalement en même temps que celle de la ligne A. Cette ligne est celle qui a rencontré le plus de problèmes techniques dus à  l'APS. Elle fut ouverte partiellement le 15 mai 2004 entre Quinconces et Saint-Nicolas.
Le 3 juillet 2004 la ligne est prolongée entre Saint-Nicolas et Bougnard.
Le 29 mai 2007, la ligne est prolongée entre Bougnard et Pessac Centre.
Le 23 juillet 2007, la ligne est prolongée entre Quinconces et Bassins à Flot.
Le 20 octobre 2008, la ligne est prolongée entre Bassins à Flot et Claveau. Un atelier pour le tramway a été inauguré dans le même temps, celui-ci étant situé à côté de la station Achard.
Le 20 juin 2014, la ligne est prolongée entre Claveau et Berges de la Garonne.
Le 22 juin 2015, la ligne est prolongée entre Bougnard et France Alouette, créant une branche supplémentaire.
En avril 2016, la station Bassins à Flot est renommée La Cité du Vin.
En septembre 2019, dans le cadre de l'amélioration de la desserte du quartier Bacalan, les rames qui avaient jusque là pour terminus La Cité du Vin poursuivent désormais leur desserte jusqu'à Claveau, seule la station Berges de la Garonne demeure desservie seulement par une rame sur deux.
En avril 2021, la station Forum est renommée Talence Centre - Forum.

## Infrastructure

### La ligne
La ligne B du tramway de Bordeaux emprunte les sections suivantes :
- Quinconces - Saint-Nicolas, ouverte le 15 mai 2004, à l'occasion de la mise en service de la ligne ;
- Saint-Nicolas - Bougnard, ouverte le 3 juillet 2004, à l'occasion du premier prolongement de la ligne ;
- Bougnard - Pessac Centre, ouverte le 29 mai 2007, à l'occasion du second prolongement de la ligne ;
- Quinconces - Bassins à Flot, ouverte le 23 juillet 2007, à l'occasion du troisième prolongement de la ligne ;
- Bassins à Flot - Claveau, ouverte le 20 octobre 2008, à l'occasion du quatrième prolongement de la ligne ;
- Claveau - Berges de la Garonne, ouverte le 20 juin 2014, à l'occasion du cinquième prolongement de la ligne ;
- Bougnard - France Alouette, ouverte le 22 juin 2015, à l'occasion du sixième et dernier prolongement de la ligne.

### Les terminus réguliers
La ligne B compte quatre terminus principaux :
- La station Berges de la Garonne qui constitue le terminus nord-est de la ligne, est composée d'un quai latéral et d'une seule voie. Seule une rame sur deux dessert ce terminus.
- La station Claveau  qui constitue le second terminus le plus au nord de la ligne, est composée de deux quais encadrant deux voies. Dans le prolongement de la station, se situe une voie permettant le retournement des rames à côté de celle permettant de rejoindre la station Berges de la Garonne en voie unique.
- La station France Alouette qui constitue l'un des deux terminus sud-ouest de la ligne, est composée de deux quais encadrant deux voies. Seul une rame sur deux dessert ce terminus.
- La station Pessac Centre qui constitue l'autre terminus sud-ouest de la ligne, est composée de deux quais encadrant deux voies. Seul une rame sur deux dessert ce terminus.

### Les terminus partiels
La ligne B compte deux terminus partiels permettant d'augmenter le nombre de services proposés en semaine en heures de pointe :
- La station Quinconces qui constitue le terminus partiel le plus central de la ligne, est composée de deux voies encadrées par deux quais qui sont utilisés aussi bien pour les rames y faisant terminus que celles ne faisant qu'y passer. Le tiroir permettant le retournement des rames se situe entre les stations Quinconces et CAPC (Musée d'Aquitaine).
- La station Montaigne Montesquieu qui constitue le terminus partiel le plus au sud de la ligne, est composée de trois quais encadrant trois voies. La montée et la descente se font sur un quai dédié pour les services supplémentaires.

La station Cité du Vin peut être par ailleurs utilisée ponctuellement en tant que terminus pour les rames quittant ou rejoignant le dépôt Achard, notamment en début de journée (avant 5 h) et fin de journée (après 0 h ou 1 h selon les jours),. Elle peut par ailleurs être utilisée lors de la fermeture du pont tournant au niveau des bassins à flot. Dans ce dernier cas, un service partiel entre Rue Achard et Berges de la Garonne est aussi organisé au nord de la ligne.
La station Quinconces Fleuve, qui dispose d'un quai situé sur la voie de raccordement avec les voies empruntées par les lignes C et D, n'est désormais utilisée qu'en cas de nécessité de service.

### Dépôt Achard
Les rames sont remisées au dépôt d'Achard, situé à Bordeaux sur la rive gauche de la Garonne, et ouvert en 2008. Elles étaient auparavant remisées à La Bastide.

### Tension d'alimentation

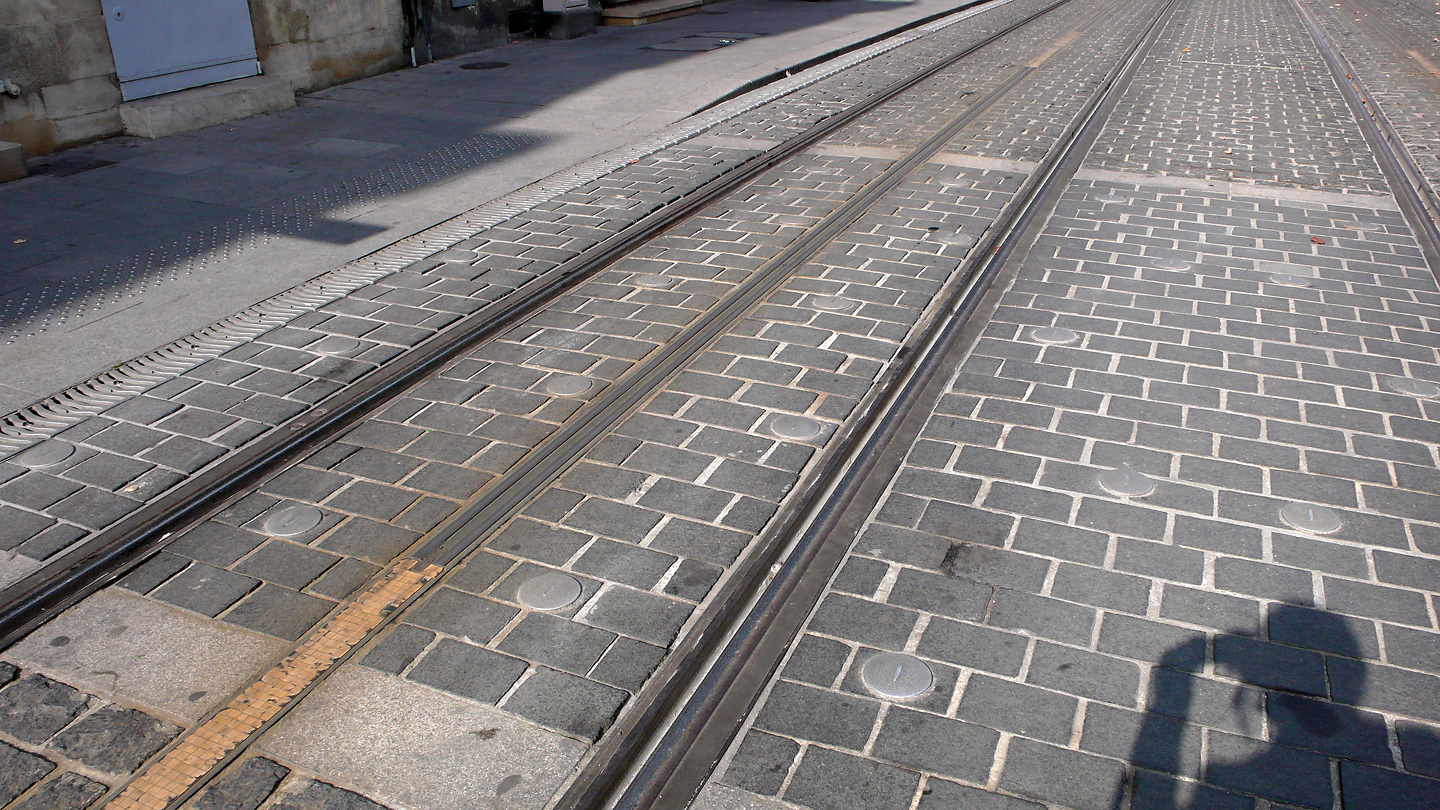
Rail central du système APS.

La ligne B du tramway de Bordeaux est entièrement électrifiée en 750 volts continu. Certains tronçons de la ligne sont alimentés par l'Alimentation par le sol, consistant à un « rail » central servant à capter le courant, pour des raisons esthétiques. Ce système est utilisé principalement dans le centre-ville de Bordeaux et en partie à Talence, entre les stations CAPC (Musée d'art contemporain) et Peixotto.

## Schéma de la ligne

### Tracé

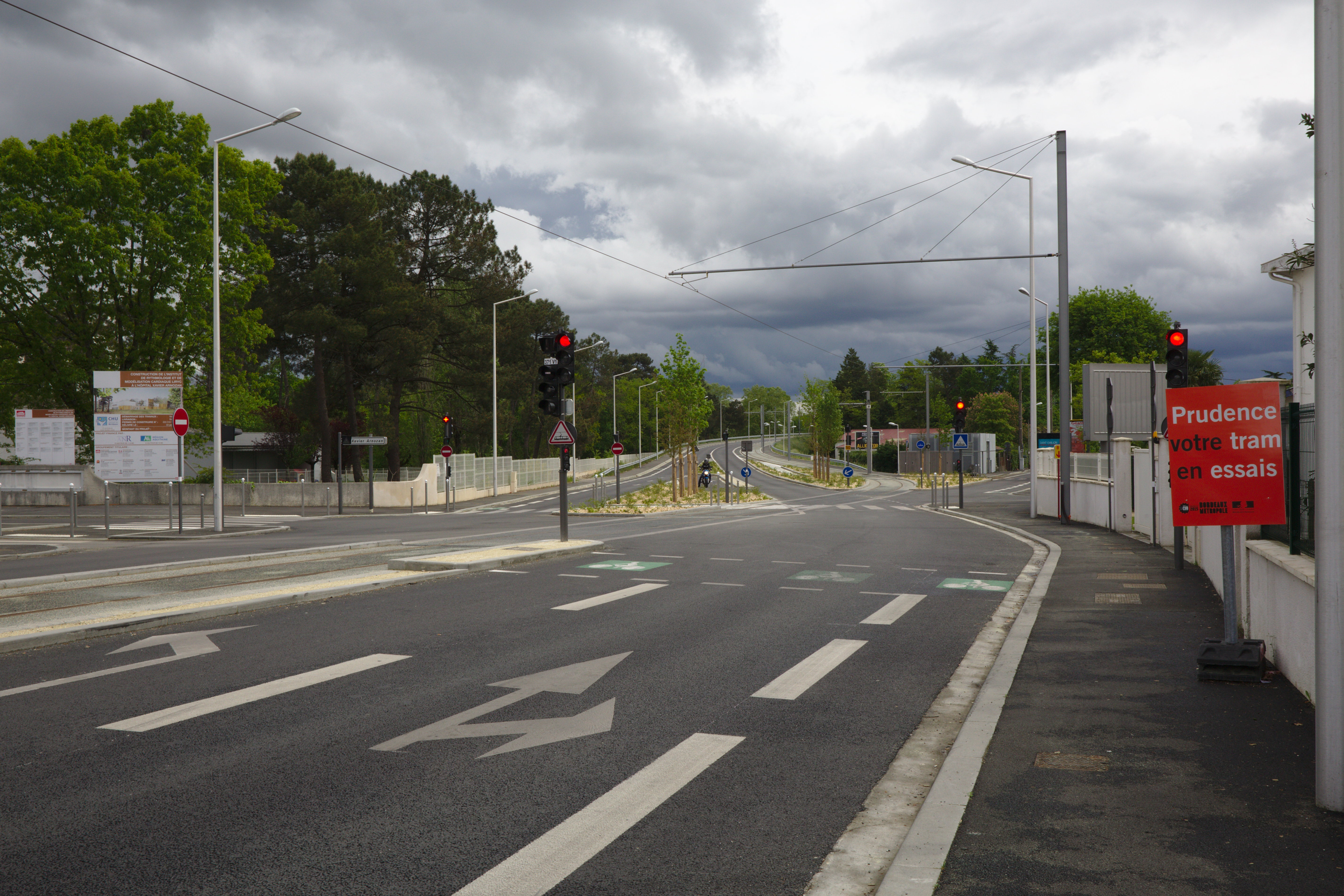
La branche vers Pessac France Alouette est exploitée en voie unique.

La ligne B part de la station Berges de la Garonne, située dans la zone d'activités Bordeaux-Nord, en voie unique puis passe sous le viaduc prolongeant le pont d'Aquitaine sur la rocade rejoindre la station Claveau où la ligne passe en double voie pour traverser le quartier Bacalan en passant à proximité du parc du port de la Lune puis croiser le boulevard Albert-Brandenburg pour s'engager rue Achard, passer devant l'église Saint-Rémy et rejoindre le nouveau quartier des bassins à Flot et la cité du Vin puis franchit l'entrée du bassin par le pont tournant puis passe devant Cap Sciences et le pont Jacques-Chaban-Delmas et s'engage sur les quais de Bordeaux qu'elle suivra jusqu'à la place des Quinconces en longeant les nombreux hangars présents sur le quai, l'esplanade des Chartrons et le musée d'art contemporain (CAPC) puis rejoint la place en tournant à droite et la longe par le sud, le long de l'allée de Munich où elle croise les voies des lignes C et D qui elles passent le long des allées d'Orléans, puis tourne à gauche pour s'engager dans le cours du XXX-Juillet, passe à proximité des allées de Tourny, puis tourne à droite place de la comédie en passant devant le Grand Théâtre et le Grand Hôtel pour suivre le cours de l'Intendance en passant à proximité de l'église Notre-Dame puis tourne à gauche avant la place Gambetta pour s'engager rue Vital-Carles et rejoindre le Palais Rohan, la place Pey-Berland et la cathédrale Saint-André où elle croise les voies de la ligne A puis se dirige en direction de la place de la Victoire en passant à proximité du temple du Hâ, du musée d'Aquitaine, du palais des sports, de la grande synagogue et du lycée Michel-Montaigne. La ligne s'engouffre ensuite sur le cours de l'Argonne pour rejoindre la barrière Saint-Genès et les boulevards en desservant l'église Saint-Nicolas, les jardins de l'Argonne et le lycée Saint-Genès.
La ligne quitte Bordeaux pour Talence et continue en direction du domaine universitaire de Talence Pessac Gradignan par les cours Gambetta puis de la Libération en desservant notamment le château de Peixotto puis bifurque à droite pour traverser le campus d'est en ouest, ainsi que la clinique Béthanie en passant de Talence à Pessac, puis le parc technologique et scientifique Unitec pour rejoindre l'avenue Bougnard et la station éponyme où la ligne se sépare en deux branches : la première et la plus ancienne remonte vers la gare de Pessac et le centre-ville de Pessac ou elle effectue son terminus à la station Pessac Centre en passant par un corridor entre deux zones urbanisées ; la seconde continue en voie unique avec évitement aux stations sur l'avenue Bougnard puis la rue Guittard puis l'avenue de Canéjan passant sous la rocade à proximité de l'échangeur no 14 pour rejoindre l'hôpital Haut-Lévêque du CHU de Bordeaux puis bifurque à droite pour remonter vers la gare d'Alouette-France, l'hôpital Xavier-Arnozan du CHU puis rejoint son terminus France Alouette dans le quartier Alouette, à proximité du domaine de Cazalet.

Plan de la ligne.

### Liste des stations
La ligne B du tramway de Bordeaux dessert les 37 stations suivantes :
|  |   |   |   |  | Stations                                          | Lat/Long                    | Communes          | Correspondances (au 01/06/2024)                |  |
|  | - | - | - |  | ------------------------------------------------- | --------------------------- | ----------------- | ---------------------------------------------- |  |
|  |   | ■ |   |  | Berges de la Garonne                              | 44° 53′ 08″ N, 0° 32′ 30″ O | Bordeaux          |                                                |  |
|  |   | ■ |   |  | Claveau                                           | 44° 52′ 41″ N, 0° 32′ 38″ O | Bordeaux          |                                                |  |
|  |   | • |   |  | Brandenburg                                       | 44° 52′ 28″ N, 0° 32′ 45″ O | Bordeaux          | • 9 32 75 76                                   |  |
|  |   | • |   |  | New-York                                          | 44° 52′ 16″ N, 0° 32′ 50″ O | Bordeaux          |                                                |  |
|  |   | • |   |  | Rue Achard                                        | 44° 52′ 00″ N, 0° 32′ 55″ O | Bordeaux          |                                                |  |
|  |   | • |   |  | La Cité du Vin                                    | 44° 51′ 39″ N, 0° 33′ 12″ O | Bordeaux          | 7 25 27 53 STADE • BAT3 • TransGironde 202 302 |  |
|  |   | • |   |  | Les Hangars                                       | 44° 51′ 29″ N, 0° 33′ 32″ O | Bordeaux          | 53                                             |  |
|  |   | • |   |  | Cours du Médoc                                    | 44° 51′ 21″ N, 0° 33′ 48″ O | Bordeaux          | 53 • BAT3                                      |  |
|  |   | • |   |  | Chartrons                                         | 44° 51′ 10″ N, 0° 34′ 03″ O | Bordeaux          |                                                |  |
|  |   | • |   |  | CAPC (musée d'art contemporain)                   | 44° 50′ 57″ N, 0° 34′ 14″ O | Bordeaux          |                                                |  |
|  |   | ■ |   |  | Quinconces                                        | 44° 50′ 38″ N, 0° 34′ 26″ O | Bordeaux          | • 2 • BAT3 • TransGironde 304 601 703          |  |
|  |   | • |   |  | Grand Théâtre                                     | 44° 50′ 31″ N, 0° 34′ 31″ O | Bordeaux          |                                                |  |
|  |   | • |   |  | Gambetta (Musée des Arts décoratifs et du Design) | 44° 50′ 26″ N, 0° 34′ 42″ O | Bordeaux          | 1 2 3 5 16 23 51 70 • TransGironde 601         |  |
|  |   | • |   |  | Hôtel de Ville                                    | 44° 50′ 16″ N, 0° 34′ 35″ O | Bordeaux          | (T) · (A)                                      |  |
|  |   | • |   |  | Musée d'Aquitaine                                 | 44° 50′ 08″ N, 0° 34′ 31″ O | Bordeaux          | 1 16 24 • TransGironde 407                     |  |
|  |   | • |   |  | Victoire                                          | 44° 49′ 52″ N, 0° 34′ 23″ O | Bordeaux          | • 1 5 15 20 23 • TransGironde 701 702 710      |  |
|  |   | • |   |  | Saint Nicolas                                     | 44° 49′ 44″ N, 0° 34′ 26″ O | Bordeaux          |                                                |  |
|  |   | • |   |  | Bergonié                                          | 44° 49′ 30″ N, 0° 34′ 42″ O | Bordeaux          | 86                                             |  |
|  |   | • |   |  | Barrière Saint-Genès                              | 44° 49′ 18″ N, 0° 34′ 57″ O | Bordeaux, Talence | 9 86                                           |  |
|  |   | • |   |  | Roustaing                                         | 44° 49′ 01″ N, 0° 35′ 08″ O | Talence           |                                                |  |
|  |   | • |   |  | Talence Centre - Forum                            | 44° 48′ 43″ N, 0° 35′ 27″ O | Talence           | 23 73                                          |  |
|  |   | • |   |  | Peixotto                                          | 44° 48′ 26″ N, 0° 35′ 33″ O | Talence (Campus)  | 21 23 31 • TransGironde 502 503 506            |  |
|  |   | • |   |  | Béthanie                                          | 44° 48′ 22″ N, 0° 35′ 53″ O | Talence (Campus)  |                                                |  |
|  |   | • |   |  | Arts et Métiers                                   | 44° 48′ 22″ N, 0° 36′ 08″ O | Talence (Campus)  | • 8 35 87 • TransGironde 406 504 505           |  |
|  |   | • |   |  | François Bordes                                   | 44° 48′ 13″ N, 0° 36′ 24″ O | Pessac (Campus)   |                                                |  |
|  |   | • |   |  | Doyen Brus                                        | 44° 48′ 01″ N, 0° 36′ 35″ O | Pessac (Campus)   | 80                                             |  |
|  |   | ■ |   |  | Montaigne Montesquieu                             | 44° 47′ 49″ N, 0° 37′ 03″ O | Pessac (Campus)   | 31                                             |  |
|  |   | • |   |  | Unitec                                            | 44° 47′ 47″ N, 0° 37′ 17″ O | Pessac (Campus)   | • 34 35 • TransGironde 602                     |  |
|  |   | • |   |  | Saige                                             | 44° 47′ 38″ N, 0° 37′ 43″ O | Pessac            | 31 34                                          |  |
|  |   | • |   |  | Bougnard                                          | 44° 47′ 39″ N, 0° 38′ 03″ O | Pessac            | • 77                                           |  |
|  | • |   |   |  | Camponac Médiathèque                              | 44° 48′ 01″ N, 0° 38′ 05″ O | Pessac            |                                                |  |
|  | ■ |   |   |  | Pessac Centre                                     | 44° 48′ 15″ N, 0° 37′ 57″ O | Pessac            | • 4 24 30 35 55 74 77 78 87 • F41 F42          |  |
|  |   |   | • |  | Châtaigneraie                                     | 44° 47′ 35″ N, 0° 38′ 47″ O | Pessac            | 34 55 74                                       |  |
|  |   |   | • |  | Cap Métiers                                       | 44° 47′ 21″ N, 0° 39′ 06″ O | Pessac            | 55                                             |  |
|  |   |   | • |  | Hôpital Haut-Levêque                              | 44° 47′ 15″ N, 0° 39′ 19″ O | Pessac            | 39 74 77                                       |  |
|  |   |   | • |  | Gare de Pessac Alouette                           | 44° 47′ 35″ N, 0° 39′ 28″ O | Pessac            | • 39 77 Flex'Aéro • F41                        |  |
|  |   |   | ■ |  | France Alouette                                   | 44° 47′ 55″ N, 0° 39′ 47″ O | Pessac            | 4 39 77                                        |  |

## Exploitation de la ligne

### Principes de la desserte

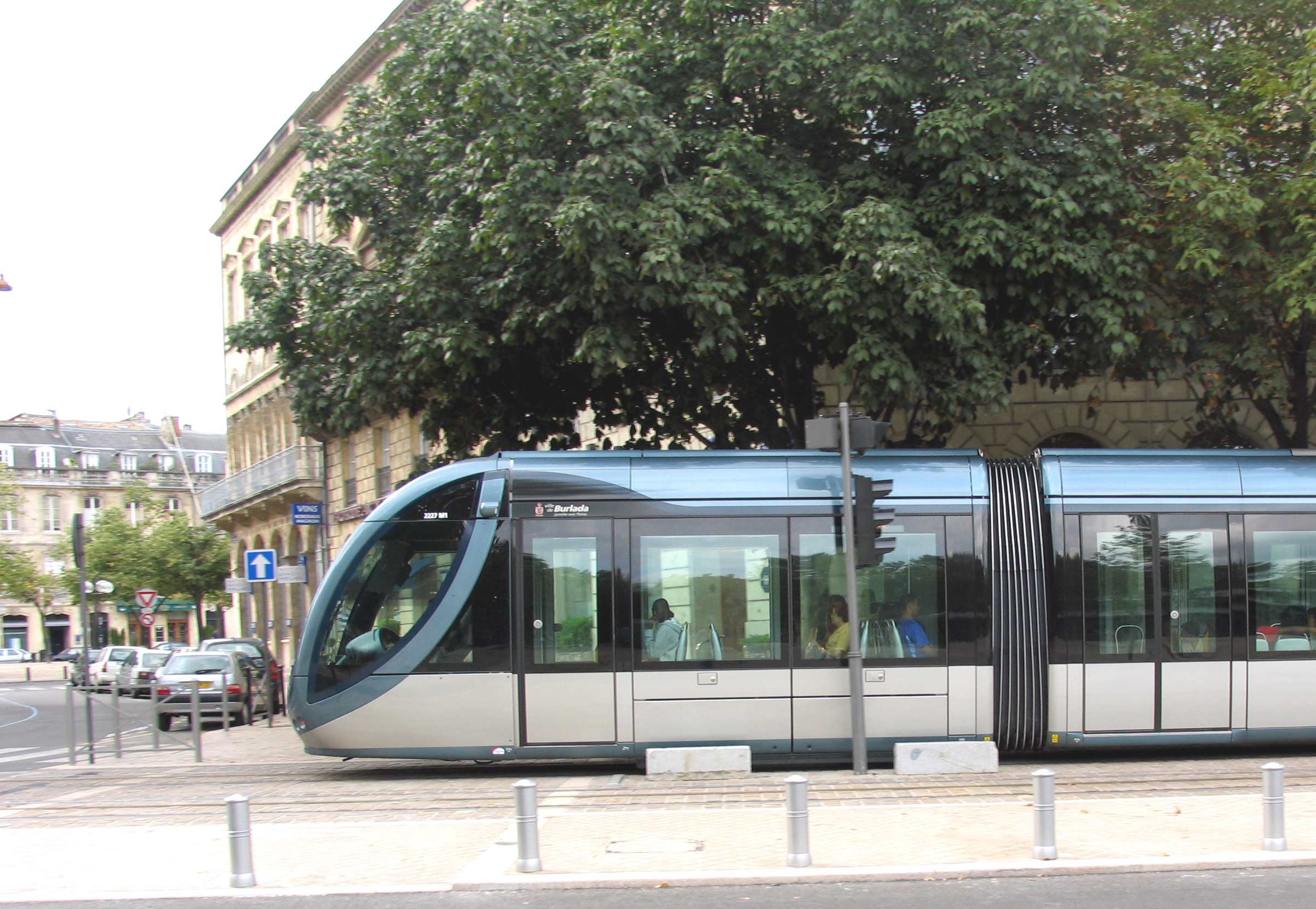
Tramway B proche des Quinconces

La ligne fonctionne tous les jours de l'année sauf le 1er mai.
En raison de la proximité du dépôt, le service débute à la station Berges de la Garonne à 5 h tous les jours, puis à la station Pessac Centre le premier tram part à 5 h 5 du lundi au samedi et à 5 h 15 les dimanches et fêtes et enfin à la station France Alouette le premier tram part à 5 h 8 en semaine, à 5 h 13 le samedi et à 5 h 27 les dimanches et fêtes.
Le dernier départ de Pessac Centre a lieu à 23 h 58 du lundi au mercredi et les dimanches et fêtes et à 1 h du jeudi au samedi, tandis qu'à France Alouette il a lieu à 23 h 40 du lundi au mercredi et les dimanches et fêtes et à 0 h 42 du jeudi au samedi. À la station Berges de la Garonne, le dernier départ s'effectue à 23 h 43 du lundi au mercredi et les dimanches et fêtes et à 0 h 45 du jeudi au samedi.
Chacune des deux branches, à destination de Pessac Centre ou Pessac France Alouette, est desservie à raison d'un tram sur deux, tout comme le terminus Berges de la Garonne de l'autre côté, un tram sur deux étant limité à Claveau en raison de la voie unique et du pont Chaban-Delmas. En semaine, le tronçon entre Quinconces et Montaigne - Montesquieu est renforcé, entre 7 h et 9 h et entre 16 h et 19 h, par l'ajout de rames ne circulant qu'entre ces stations.
| Stations             | Du lundi au vendredi          | Du lundi au vendredi | Samedi      | Samedi         | Samedi        | Dimanche et fêtes (sauf 1er mai) | Dimanche et fêtes (sauf 1er mai) | Dimanche et fêtes (sauf 1er mai)     |
| Stations             | Avant 6 h 30 et après 20 h 30 | 6 h 30 à 20 h 30     | Avant 13 h  | 13 h à 20 h 30 | Après 20 h 30 | Avant 13 h 30                    | 13 h 30 à 20 h 30                | Après 20 h 30                        |
| -------------------- | ----------------------------- | -------------------- | ----------- | -------------- | ------------- | -------------------------------- | -------------------------------- | ------------------------------------ |
| Berges de la Garonne | 20 min                        | 10 min               | 15 à 30 min | 10 min         | 20 min        | 20 à 40 min                      | 15 min                           | 15 à 20 h                            |
| Claveau              | 20 min                        | 10 min               | 15 à 30 min | 10 min         | 20 min        | 20 à 40 min                      | 15 min                           | 15 à 20 h                            |
| 10 min               | 5 min                         | 7 à 15 min           | 5 min       | 10 min         | 10 à 20 min   | 7 min 30 s                       | 7 à 10 min                       |                                      |
| 10 min               | 5 min                         | 7 à 15 min           | 5 min       | 10 min         | 10 à 20 min   | 7 min 30 s                       | 7 à 10 min                       | Quinconces                           |
| 10 min               | 3 à 5 min                     | 7 à 15 min           | 5 min       | 10 min         | 10 à 20 min   | 7 min 30 s                       | 7 à 10 min                       |                                      |
| 10 min               | Montaigne-Montesquieu         | 7 à 15 min           | 5 min       | 10 min         | 10 à 20 min   | 7 min 30 s                       | 7 à 10 min                       |                                      |
| 10 min               | 5 min                         | 7 à 15 min           | 5 min       | 10 min         | 10 à 20 min   | 7 min 30 s                       | 7 à 10 min                       |                                      |
| 10 min               | Bougnard                      | 7 à 15 min           | 5 min       | 10 min         | 10 à 20 min   | 7 min 30 s                       | 7 à 10 min                       |                                      |
| 20 min               | 10 min                        | 15 à 30 min          | 10 min      | 20 min         | 20 à 40 min   | 15 min                           | 15 à 20 min                      |                                      |
| 20 min               | 10 min                        | 15 à 30 min          | 10 min      | 20 min         | 20 à 40 min   | 15 min                           | 15 à 20 min                      | Pessac Centre Pessac France Alouette |

Dans le cadre de la nouvelle délégation de service public signée en octobre 2022, il est envisagé de prolonger certaines rames du service renforcé de Montaigne - Montesquieu jusqu'à Pessac Centre en septembre 2025.
La distance moyenne entre stations est de 490 m sur la ligne B. Les tramways bénéficient d'un système de priorité aux carrefours comportant des feux.

### Temps de parcours moyens
Les temps de parcours sont donnés à titre indicatif et varient surtout selon le moment de la journée (cf.horaires). Ils peuvent aussi évoluer en cas de retards dus à des événements imprévus. Ils sont calculés ici sur la base d'un temps de parcours de 1 h 30 entre deux stations.
La ligne B du tramway de Bordeaux permet de rallier Berges de la Garonne à :
- La Cité du Vin en 9 min ;
- Victoire en 25 min ;
- Montaigne - Montesquieu en 41 min ;
- Bougnard en 45 min ;
- France Alouette en 55 min ou Pessac Centre en 49 min.

### Matériel roulant
Les tramways utilisés sur la ligne B sont des Citadis 402 d'Alstom.

### Tarification et financement
La tarification de la ligne est identique à celles des autres lignes de tramway de Transports Bordeaux Métropole et accessible avec les mêmes abonnements.
Le coût d'exploitation de la ligne est évalué à 19,2 millions d'euros pour l'année 2015 pour des recettes évaluées à 13,4 millions d'euros, soit une couverture des dépenses par les recettes de 69 %. Le déficit de fonctionnement de la ligne est financé par les recettes du versement transport qui est prélevé par Bordeaux Métropole sur les entreprises.
Les rames circulant sur la ligne ont parcouru en 2015 plus d'1,9 million de kilomètres.

### Fréquentation
La fréquentation annuelle de la ligne B est en augmentation depuis sa mise en service (hors période COVID-19) :
| Année                                     | 2007 | 2008 | 2013 | 2014 | 2015 | 2016 | 2017 | 2019 | 2021 | 2022 |
| Nombre de voyageurs annuels (en millions) | 20,2 | 20,7 | 27,3 | 28,5 | 28,9 | 31,2 | 33,8 | 35,9 | 30,6 | 35,7 |

## Projets et extensions
À la suite de la signature de la nouvelle délégation de service public en octobre 2022, Bordeaux Métropole a lancé une étude pour optimiser le réseau de transport en commun.
Pour améliorer la desserte du Parc des expositions et du stade Matmut Atlantique, il est envisagé de réaliser un bouclage en reliant les terminus Nord actuels des lignes B et C.